# Тунгаг
Тунгаг (Dang, Lavangai, Lavongai, Toangai, Tungak) — австронезийский язык, на котором говорят в провинции Новая Ирландия, округе Ламет, островах Новый Ганновер, Тингвон, Умбукул (Папуа — Новая Гвинея). в церквях население также использует языки английский, ток-писин, тунгаг.